# MIT Haystack Observatory

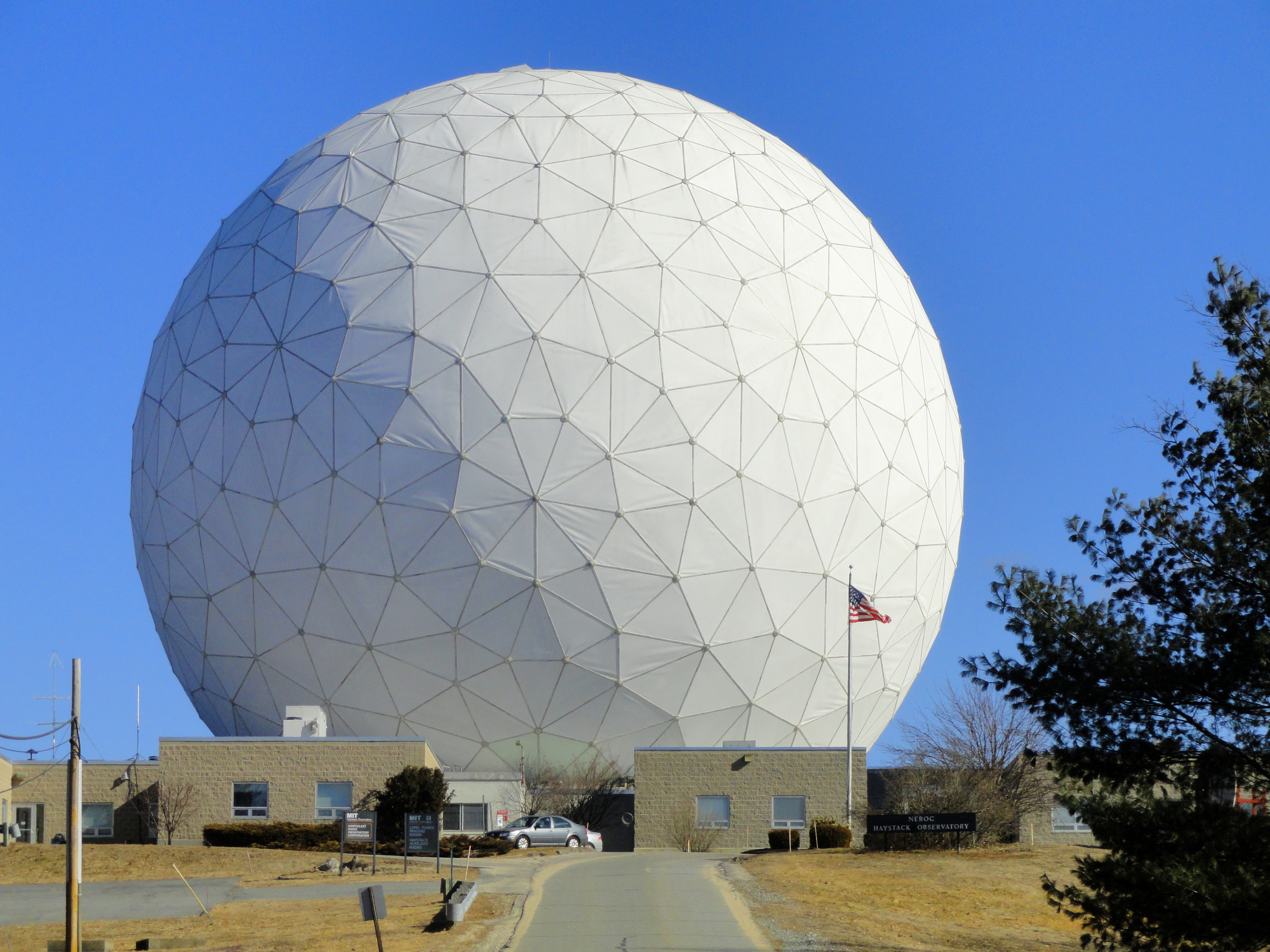
Das Haystack Observatory

Das MIT Haystack Observatory des Massachusetts Institute of Technology (MIT) in Westford (Massachusetts) ist ein astronomisches Observatorium mit Radioteleskopen.
Es wurde ab 1960 erbaut und war zunächst die Mikrowellen-Forschungsstation des Lincoln Laboratory des MIT und wurde von der US Air Force betrieben. Das Haystack-Radioteleskop mit einem Antennendurchmesser von 37 m wurde 1964 gebaut, diente damals der Satellitenverfolgung und Satellitenkommunikation und heute der Astronomie. 1970 wurde die Anlage dem MIT übergeben die sich mit mehreren anderen Ostküsten-Universitäten zusammentaten und es im Rahmen der Northeast Radio Observatory Corporation (NEROC) als Haystack Observatory betrieben. 2012 waren daran neun Institutionen beteiligt. Neben dem Haystack-Teleskop gibt es noch das Westford-Teleskop (Antennendurchmesser 18,3 m), das 1961 gebaut wurde und geodätischen Zwecken dient.
Außer dem Haystack-Radioteleskop ist auf dem Gelände das Millstone Hill Observatory für Beobachtungen der Atmosphäre. Es wird auch vom Lincoln Laboratory als Teil des  Lincoln Space Surveillance Complex (LSSC) betrieben. Sie haben eigenen Antennen, nutzen aber auch das Haystack-Teleskop (als Long Range Imaging Radar, LRIR, und Haystack Ultrawideband Satellite Imaging Radar, HUSIR).
Hier und am Max-Planck-Institut für Radioastronomie findet die Datenauswertung für das Event Horizon Telescope statt.